# Lequile
Lequile – miejscowość i gmina we Włoszech, w regionie Apulia, w prowincji Lecce.
Według danych na rok 2004 gminę zamieszkiwało 7851 osób, 218,1 os./km².